# بذرهای امید

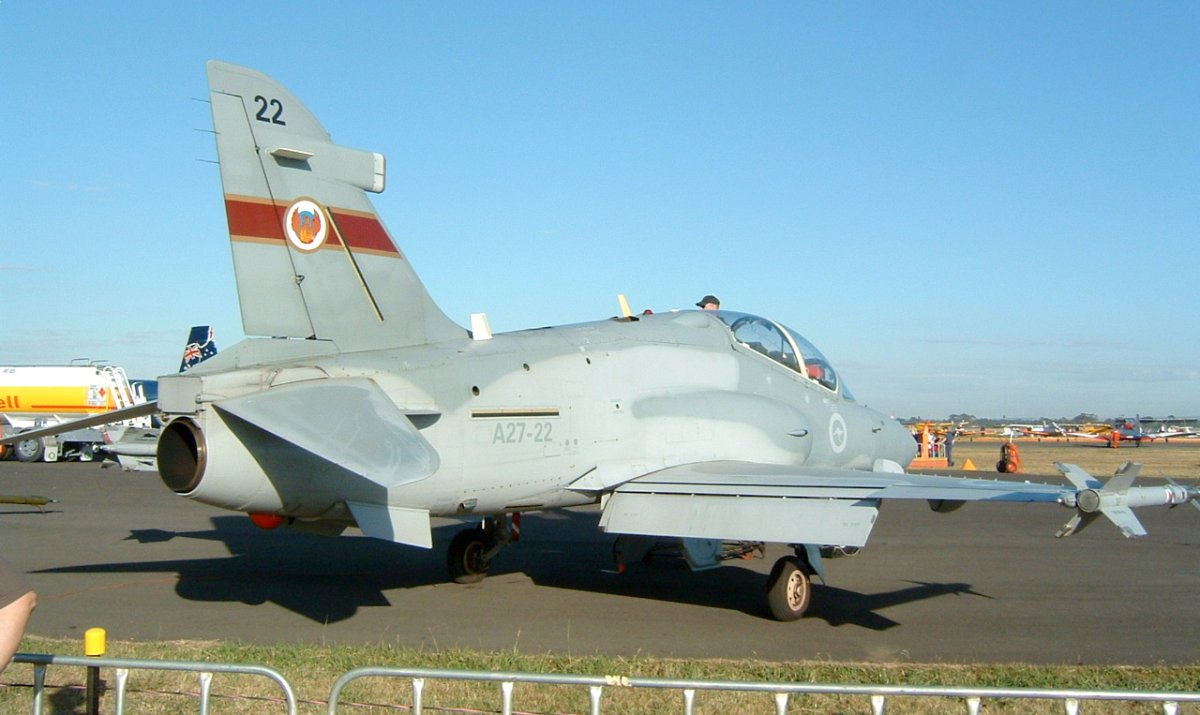
نمایی از یک‌نوع جت جنگندهٔ بی‌ای‌ئی سیستمز هاوک - ۲۰۰۵.

بذرهای امید (انگلیسی: Seeds of Hope) گروهی از شهروندان زن انگلیسی بودند که در سال ۱۹۹۶ به یک جت جنگنده بی‌ای‌ئی سیستمز هاوک یا بی‌ای‌ئی سیستمز از نیروی هوایی پادشاهی بریتانیا در فرودگاه وارتون، حمله کرده و به آن آسیب رساندند. همان‌طور که در فیلم ویدئویی توضیح داده‌شده هدف آنها از حمله به هواپیما این بود تا به جای استفاده از خشونت و حرص و طمع و معرفی گروه خود به عنوان بذر امید به سیستم هوایی دولت انگلستان الهام ببخشند. تا آنها را از یک نسل‌کشی در تیمور شرقی پرهیز دهند. این گروه همچنین «وارتون فور» نیز خوانده شد و در دادگاه لیورپول به خاطر صدماتی که به جنگنده انگلیسی وارد کردند بی‌گناه شناخته شدند.